# Špilja Vindija
Vindija je špilja u klancu Velika Sutinska, kraj sela Donja Voća u Hrvatskom zagorju. 

## Opis
Ulaz, oblikovan u neogenskim vapnencima i okrenut prema zapadu, bio je prije arheološko-paleontoloških istraživanja visok 3 do 3,5 m, a širok 15 do 18 m. Danas mu visina iznosi između 10 i 15 m, s jednim sačuvanim profilom kroz iskopane kvartarne naslage. Morfologija špiljske šupljine otkriva 52 m dugu i do 25 m široku, izduženu ovalnu prostoriju s polukružnim stropom. Na njemu ima nepravilnih uzvišenja duž okomitih pukotina koje su uzrokovale nastanak špilje. Kalcitnih saljeva na bokovima špilje ima vrlo malo, i to u završnom, suženom dijelu. Vindija je zaštićena kao paleontološki spomenik prirode od 1964. godine.
U fauni pleistocenskih slojeva prevladava špiljski medvjed. Utvrđena je srednjepaleolitička moustérienska kultura, više kultura gornjega paleolitika (aurignacien, épigravettien, možda i olschewien), keramika iz više prapovijesnih razdoblja te nalazi iz antičkog doba. U sloju D pronađeni su nalazi anatomski suvremenoga čovjeka, a iz slojeva G1 i G3 potječu ostatci neandertalaca, stari približno 33 000 godina, koji sadrže i određena anatomska obilježja suvremene morfologije. Izrađivali su gornjopaleolitičke koštane šiljke tipične za rane moderne ljude, hranili su se gotovo isključivo mesom, do kojega su dolazili lovom, što podrazumijeva određeni stupanj društvene organiziranosti.
U špilji su 1974. godine pronađeni jedni od najboljih ostataka neandertalaca na svijetu. Zbog toga su odabrani da budu glavni izvor DNA za tzv. "Neandertalski projekt genoma" (w:en:Neanderthal genome project).

## Zaštita
Pod oznakom Z-1078 zavedeno je kao nepokretno kulturno dobro - pojedinačno, pravna statusa zaštićena kulturnog dobra, klasificirano kao "kopnena arheološka zona/nalazište".

## Poveznice
- Krapina
- Paleontologija

## Vanjske poveznice
- Tajne evolucije iz špilje Vindije Arhivirana inačica izvorne stranice od 24. ožujka 2012. (Wayback Machine)
- Špilja Vindija  Arhivirana inačica izvorne stranice od 22. siječnja 2010. (Wayback Machine)
- Video o Vindiji na YouTubeu
- Dekodiran DNK neandertalca iz špilje Vindija  Arhivirana inačica izvorne stranice od 22. svibnja 2010. (Wayback Machine)